# Illes Dahlak

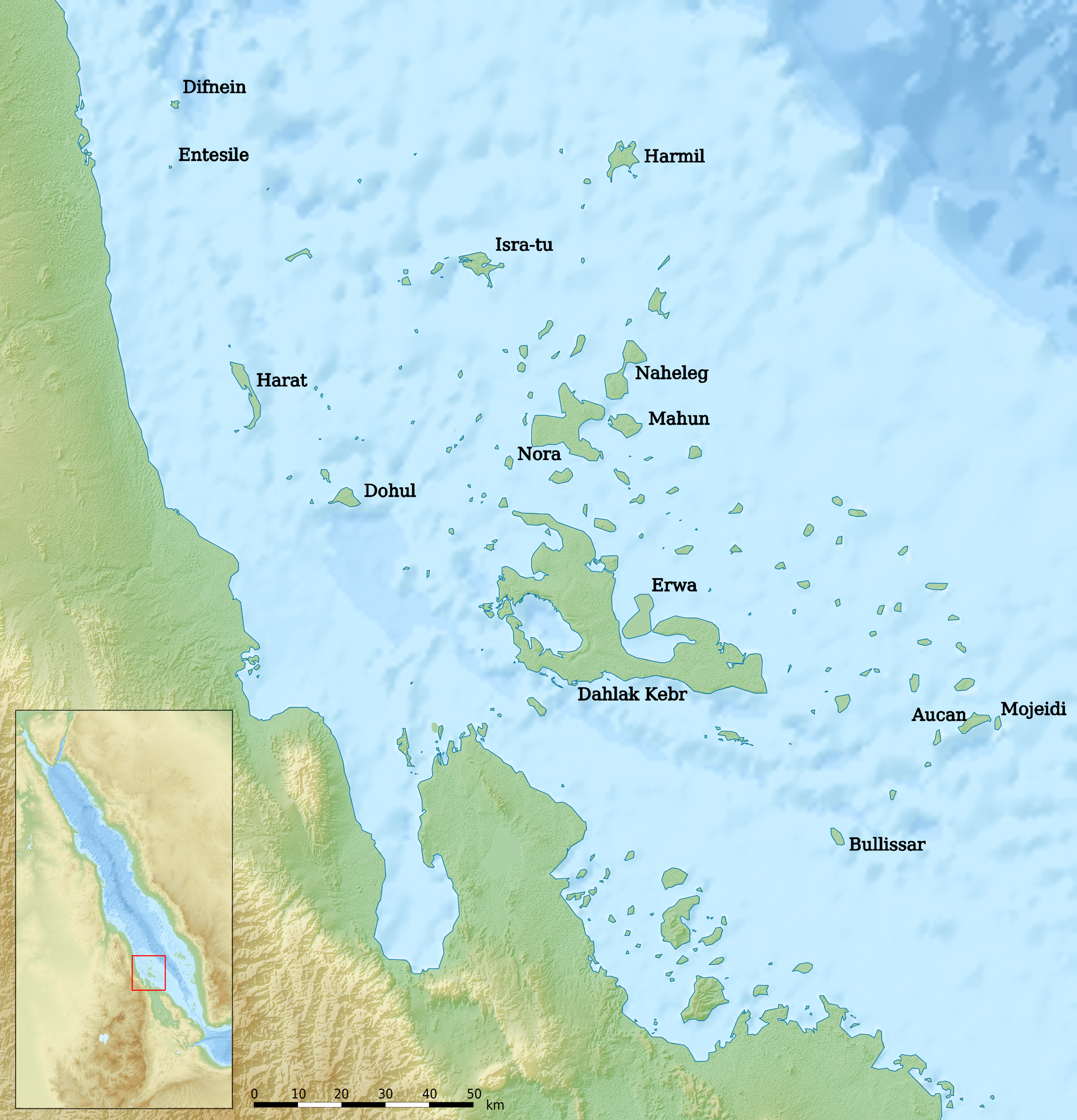
The Dahlak Archipelago

Les illes Dahlak són un arxipèlag de la mar Roja prop de Massawa, Eritrea format per dues illes principals i 124 illes petites. Des de l'antiguitat els habitants es dediquen a la pesca de perles. Només quatre illes estan habitades, sent la principal Dahlak Kebir seguida de Nura. Altres illes són Dhuladhiya, Dissei, Dohul, Erwa, Harat, Hermil, Isra-Tu, Nahaleg (Nahleg), Nokrah, Kubari, Daraka, Dinifarikh i Shumma. La població parla la llengua dahlik

## Història
G.W.B. Huntingford les identifica amb les illes "Alalaiou" (Aliaeu) esmentades al Periple de la mar Eritrea, on es trobaven abundants tortugues. Edward Ullendorff diu que els illencs foren dels primers africans a esdevenir musulmans, cosa testimoniada per algunes tombes. Des del segle VII foren utilitzades com a presó pels califes omeies i al segle següent pels abbàssides.
Al segle ix van passar sota autoritat de la dinastia iemenita de Zabid, i al segle xiii van esdevenir un emirat (Al-Makrizi anomena als seus dirigents "reis" però portaven el títol d'amir) independent dedicat a la pirateria, enfrontat o aliat alternativament als mamelucs egipcis; més tard fou dominat temporalment pel Iemen, i per Etiòpia.
El 1513 quan van arribar els portuguesos governava l'emir Ahmad ibn Ismail. La seva resistència als portuguesos va provocar la devastació de les illes, fins que finalment l'emir fou restaurat com a vassall portuguès. L'emir va donar suport a Ahmad Grañ (Ahmad ben Ibrahim al-Ghazi) i per un temps aquest fou victoriós. El successor de l'emir, Ahmad Ismail, fou nomenat governador d'Harkiko. Però finalment els portuguesos van retornar vers 1542 o 1543 i van devastar altre cop les illes els habitants de la qual foren evacuats cap al continent. Tot i així la població hi va tornar a poc a poc.
Després del 1559, probablement vers els darrers anys del segle, les illes van passar fàcilment sota autoritat de l'Imperi Otomà, depenent llavors del paixà de Massawa o de Suakin dins la província d'Habesh. El 1874 es va proclamar la sobirania egípcia, nominalment fins al 8 de juny de 1885 en què el capità De Libero en va prendre possessió per Itàlia, i foren incloses a la colònia italiana d'Eritrea, formant una viceresidència amb seu a Nokhra, dins el comissariat de Bassopiano Orientale. L'illa de Nokhra fou utilitzada com a presó dels polítics hostils. El 1938/1939 hi van buscar petroli sense èxit
Una batalla naval menor va tenir lloc a les seves aigües entre britànics i italians el 20 d'octubre de 1940. Del 1941 al 1952 van estar sota ocupació britànica i del 1952 en endavant sota ocupació etíop. Durant el règim comunista de Menguistu Haile Mariam els russos hi van tenir una base naval. El 1990 el Front Popular d'Alliberament d'Eritrea va ocupar les illes i el 1991 van esdevenir part de l'Eritrea autònoma sota el govern provisional establert el 29 de maig que va administrar el país fins a la independència oficial el 24 de maig de 1993.